# Задирка

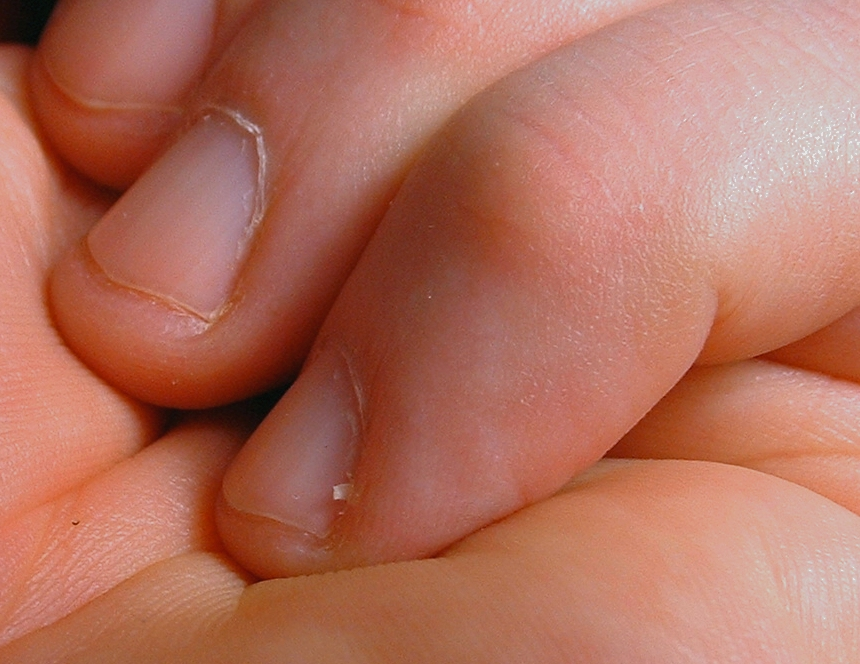
Задирка мізинця лівої руки.

Задирка (англ. hangnail) — малесенька, відірвана частинка шкіри, що розташована по краях нігтя руки або нігтя ноги. На відміну від нігтьоїда, задирки не захворювання шкіри, а наслідок недостатньої зволоженості шкіри або ж, як у випадку нігтів рук, гризіння нігтів. Задирки можна без зусиль вилучити щипцями для нігтів.

## Зовнішні посилання
- Hangnail article [Архівовано 6 квітня 2011 у Wayback Machine.] from MotherNature.com /The Doctors Book of Home Remedies II
- Home treatment[недоступне посилання з липня 2019] from WebMD

|  | Це незавершена стаття про здоров'я. Ви можете допомогти проєкту, виправивши або дописавши її. |